# أنا أورانتس
أنا أورانتس (بالإسبانية: Ana Orantes)(غرناطة، إسبانيا، 6 فبراير 1937- شيلار فيغا، 17 ديسمبر 1997) هي امرأة إسبانية كانت ضحيةالعنف ضد المرأة. بعد عرض شهادتها على برنامج تلفزيوني، قُتلت على يد زوجها  في 17 ديسمبر 1997، خوسيه باريجو أفيفار، الذي يبلغ من العمر 60 عامً. متسبب انعكاس كبير على قضية العنف ضد المرأة، ونتيجة لذلك، تم إعادة هيكلة القانون الجنائي لإسبانيا.
بعد سبع سنوات من جريمة القتل، في 17 نوفمبر 2004، توفي خوسيه باريجو في مستشفى رويز دي ألدا في غرناطة، بعد معاناه من احتشاء عضلة القلب بالسجن.
كانت آنا الضحية التاسعة والخمسين في عام 1997.
كما تعرضوا أبناؤها أيضا  للاعتداء على يد خوسيه باريجو، ولم يتلقوا أي مساعدة.

## سيرة شخصية
ولدت آنا أورانتيس رويز في منزل متواضع يقع في شارع إلفيرا في غرناطة ، في 6 فبراير 1937. كانت الثالثة من بين ستة أطفال من زواج مانويل أورانتس، الذي يعمل في البناء، وروزاريو رويز، خياطة وخياطة. كاتب في محل حلويات. بسبب الصعوبات الاقتصادية التي واجهتها عائلتها، لم تتمكن آنا من الالتحاق بالمدرسة ومنذ سن التاسعة ساعدت بالفعل في اقتصاد الأسرة من خلال العمل كخياطة.
كان يبلغ من العمر تسعة عشر عامًا عندما التقى بخوسيه باريجو أفيفار، المولود في الكازاركيفير ، في المحمية الإسبانية للمغرب ، في 28 سبتمبر 1935، في احتفال جسد المسيح في غرناطة . بعد وقت قصير من لقائهما الأول، وافقت على بدء قصة حب مع باريجو لإثارة غيرة صديقها القديم. ومن ناحية أخرى، أراد أن يتحرر من والديه، وهو أمر سيحققه إذا تزوج على الفور. ولتحقيق هذه الغاية، سارع باريجو إلى زواجه من أورانتس، مهددًا بنشر الشائعات عنها إذا رفضت. بعد ثلاثة أشهر من الخطوبة وعلى الرغم من معارضة والديها، تزوجا في نهاية عام 1956. واستقر العروسان في منزل والديه، حيث سيقيمان لمدة ثلاث سنوات. ونتيجة اتحادهما، ولد أحد عشر طفلاً، هلك ثلاثة منهم.
وبعد ثلاثة أشهر من الزواج، حملت بطفلها الأول، لكنها بعد ذلك كانت ضحية أولى الهجمات العديدة التي عانت منها خلال الأربعين سنة التالية من حياتهما معًا. وصفعها زوجها مباشرة بعد أن أخبرته أنها جاءت للتو من منزل والديها لالتقاط بعض الملاءات. عند سماع صراخها، ركض والد زوجها خوسيه باريجو إلى الغرفة وسأل عما حدث. وردت أورانتس بأنها لا تعرف سبب صفعها من قبل باريجو، فدافع عنها والد زوجها بضرب ابنه. لكن حماتها إنكارناسيون أفيفار، بعد أن أبلغها زوجها بالحادثة، كان لها رأي مختلف تمامًا: "ليس من شأننا تقبيلها أو ضربها". حتى أهل زوجها انتهى بهم الأمر أيضًا إلى انتهاكها مع مرور الوقت.

## سنوات من سوء المعاملة
عاشت آنا أورانتس أربعة عقود خاضعة لزوج مدمن على الكحول وعدواني. لقد أخضعها بانتظام لسوء المعاملة، مثل الإمساك بها من شعرها لرميها على الحائط، وركلها في بطنها، ولكمها، وركلها، وصفعها، والإمساك بها من رقبتها لخنقها، والصراخ عليها وإهانتها لفظيًا. لها، أو حتى إجلاسها على كرسي، أو هزها بالعصا حتى تجبر على الموافقة، [ 7 ] [ 9 ] أي سبب يكون "سببًا كافيًا" لذلك - مثل طهي الطعام ساخنًا جدًا أو باردًا جدًا . [ 6 ] في بعض الأحيان، بعد إساءة معاملتها، كان يتوسل إليها باكيًا أن تسامحه، ووعدها كذبًا بأنه لن يضربها مرة أخرى. [ 7 ]
ولم تكن هي فقط من عانت. أطفالها الثمانية الباقون على قيد الحياة، ثلاث نساء وخمسة رجال تتراوح أعمارهم بين تسعة عشر وأربعين عامًا وقت مقتل والدتهم في عام 1997، [ 7 ] نشأوا وسط المضايقات والازدراء والنذالة، بصرف النظر عن كونهم شهودًا مباشرين على قسوة والده. قام الوالد بطرد العديد منهم من منزل العائلة خلال فترة المراهقة. [ 7 ] آنا الثانية، استعجلت زفافها عندما كانت في الرابعة عشرة من عمرها فقط، بهدف التخلص من والدها ومنعه من اغتصابها، وهو الأمر الذي كان يحاول القيام به منذ أن كان أصغرها في الثامنة من عمره. القديمة، عن طريق لمس فخذيها. [ 7 ] قام بتوسيع لمسته غير اللائقة لابنته روزاريو، وبعد عقود، لحفيدته. [ 7 ] [ 9 ] وبأسرع ما يمكن، ساعدت الابنة الثانية بعض إخوتها. لقد أخذ شارو عندما كان في الثانية عشرة من عمره، ويسوع عندما كان في الرابعة عشرة. تزوج خوسيه في السابعة عشرة من عمره، وألبرتو في الثامنة عشرة، ورافاييل، الذي انتظر أطول، في العشرين من عمره. [ 10 ] لم تتمكن آنا أورانتيس من حضور حفل زفاف اثنين من أطفالها لأن زوجها لم يسمح لها بذلك. [ 7 ] عندما ينفجر الظالم في حالة من الغضب، غالبًا ما تُجبر زوجته وأطفاله على الفرار من المنزل، على الرغم من عدم تمكن أحد من استقبالهم لاحقًا. ولم يقدم لهم حتى أقارب المرأة المتضررة المأوى، لأنه على الرغم من تحذيراتهم الأولية بعدم التورط مع باريجو، فقد اختاروا عدم التدخل في هذا الوضع. [ 7 ] [ 11 ] [ 12 ] حاول أصغر الإخوة، فرانسيسكو خافيير، القفز من النافذة عندما كان في السابعة من عمره. [ 10 ]
ولم يكن الابن الأصغر للزوجين هو العضو الوحيد في الأسرة الذي حاول الانتحار هربا من قمع رب الأسرة. لبعض الوقت، فقد باريجو، الذي عمل في ورشة عمل مع والده وبعد ذلك كعامل بناء، [ 13 ] وظيفته وكانت زوجته هي المسؤولة عن دعم الأسرة ماليًا من خلال فتح محل بقالة للجمهور . [ 14 ] [ 7 ] في أحد الأيام، بينما كانت المرأة بعيدة عن المنزل تدير المؤسسة المذكورة، استغل زوجها غيابها لمحاولة الاعتداء جنسيًا على ابنتها آنا، التي كان عمرها أقل من أربعة عشر عامًا. لقد حاولت، في اندفاع يائس لتجنب ذلك، الانتحار عن طريق ابتلاع زجاجة من الحبوب دون جدوى. [ 7 ] وبالمثل، شهدت آنا أورانتيس بعض المحاولات الانتحارية، مثل ابتلاع الأقراص بكميات كبيرة، أو الاستلقاء في السرير لأسابيع دون الرغبة في تناول الطعام، أو القفز في حمام السباحة وهي تعلم أنها لا تعرف كيفية السباحة. [ 15 ]
كان أحد أهداف باريجو هو عزلها اجتماعيًا. وبهذه الذريعة، انتقلوا مرارًا وتكرارًا إلى أماكن ذات كثافة سكانية منخفضة، ثم هجروها بمجرد أن أصبحت مأهولة بالسكان بشكل كبير، بعد أن أقاموا في أحياء غرناطة مثل البيسين أو فارغ ، وأخيرًا في بلدية كولار فيجا . [ 16 ] واتباعًا لهذه الفرضية، منعها من مواصلة دراستها في فصول تعليم الكبار أو من حضور حفلات زفاف إخوتها. [ 7 ]
وكانت غيرة زوجها التي لا أساس لها من الصحة دافعاً آخر لضربها. في هجوم وقع في شهر أغسطس من أوائل السبعينيات، أخذت آنا طفلها الثالث، البالغ من العمر ثماني سنوات، على وجه السرعة إلى الطبيب لأنها وجدته مريضًا للغاية. وفي وقت لاحق، توجهوا إلى الصيدلية لاستلام الأدوية الموصوفة لهم؛ هناك نبهتها إحدى الجارات إلى رؤية خوسيه باريجو الغاضب في الشارع - وهو يبحث عنها على ما يبدو. عندما عادت الأم والابن أخيرًا إلى منزل العائلة في فترة ما بعد الظهر، لم يصدق زوجها الغاضب التفسير الذي قدمته له بسبب غيابها، فهاجمها بعنف أمام جميع أطفالهما. وأضاف أن زوجته كانت تمارس الجنس مع رجال آخرين. [ 7 ] في مناسبة أخرى، في طريق عودتها إلى المنزل بعد أن كانت في معرض كوربوس كريستي في غرناطة ، كانت باريجو غاضبة لأنها رقصت مع أحد أبناء عمومته، فهاجمها بقبضتيه - في منتصف الشارع - حتى كانت فاقدة للوعي. [ 7 ]
بسبب الأعراف الاجتماعية في ذلك الوقت، خلال السنوات الأولى من زواجهما، لم تبلغ آنا الشرطة بمعاناتها. [ 6 ] ولا يمكنها طلب الطلاق ، لأنه لن يكون قانونيًا حتى عام 1981. [ 17 ] عندما زارت والدتها روزاريو رويز سرًا من خصمها - لأنه منعها عنها وعلى بقية أفرادها. عائلة -, [ 7 ] وسألتها عن سبب الكدمات التي شوهت وجهها، فأجابت المرأة المعتدى عليها بمراوغات مبتذلة لإخفاء الحقيقة عنها. [ 7 ] في حوالي عام 1972، قررت أورانتيس رفع دعوى قضائية ضد زوجها، وقد فعلت ذلك حتى خمسة عشر مرة. [ 15 ] "هذه معارك عادية في الأسرة"، سيكون الرد النموذجي الذي سمعته الضحية من الحرس المدني . [ 6 ] كما أنها حاولت الانفصال عن زوجها في عدة مناسبات خلال الثمانينات [ 1 ]
في النهاية، حققت أورانتيس فسخ زواج قرينها في صيف عام 1996، [ 5 ] على الرغم من أن حكم المحكمة أجبرها على الاستمرار في العيش مع الرجل في نفس العقار، الواقع في شارع سيرفال في منطقة إل فينتوريلو . في كولار فيجا ، غرناطة . [ 18 ] تم تقسيم الشاليه إلى وحدتين مستقلتين؛ سيتم منح الطابق العلوي لها ولطفليها غير المتحررين بالإضافة إلى حفيدتها، والطابق السفلي لزوجها السابق. كان مدخل السكن عبارة عن مساحة مشتركة لكلا الطرفين على شكل فناء. [ 6 ] كشف المحامي الذي تدخل في عملية الطلاق لاحقًا أن أورانتيس هي التي وافقت على تقاسم منزل الزوجية مع المتحرش بها. ومن بين الأسباب الخوف، حيث أن باريجو هدد بإشعال النار فيه، وعدم قدرة آنا أورانتيس على سداد المبلغ الذي طلبته باريجو للحصول على نصف الممتلكات، وذلك بدافع الشفقة، وفقًا لمحاميها. [ 9 ]
بعد مرور بعض الوقت، التقى باريجو بامرأة أخرى وكان غائبًا مؤقتًا عن هناك. لكنه كان يعود بين الحين والآخر إلى الطابق السفلي ويواصل المضايقات والتهديدات والإذلال ضد عائلته. [ 6 ] أراد أورانتيس وابنه أن يشتريا له الشقة التي يشغلها، لكن المفاوضات باءت بالفشل. [ 19 ] سيحفز الحي العاصف عدل صلح كولار فيجا للتوسط بينهم لإزالة بعض الأقفاص التي تحتوي على حيوانات أليفة والتي كانت تزعج باريجو، حيث قام ابنه بتركيبها بالقرب من نوافذ الطابق السفلي، حيث كان والده يقيم. [ 20 ] وهكذا لم يمر أكثر من عام إلا قليلا، وتكررت فيه، بحسب ما ذكر الجيران لاحقا، الشجارات والمشاحنات بينهم، رغم الشكاوى التي تقدمت بها الزوجة والابن ضد المعتدي، وأنهما كانا دائما تقريبا فاز. . [ 21 ]

## شهادة متلفزة
يحرر
في محاولة يائسة لرؤية أن حياتها لم تتحسن عمليا منذ انفصالها عن زواجها من خوسيه باريجو، [ 7 ] في يوم الخميس 4 ديسمبر 1997، حضرت آنا أورانتيس البرنامج التلفزيوني De tarde en tarde، الذي تم بثه على قناة Canal Sur وتقديمه إيرما سوريانو. للإعلان عن استشهاده الشخصي أمام كاميرات التلفزيون الأندلسي العمومي . وهي حقيقة عانت منها العديد من النساء المعتدى عليهن في صمت، لكن قلة قليلة تجرأ على الاعتراف بها. وكانت برفقتها ابنتها الصغرى راكيل أورانتس جالسة في مدرجات المتفرجين المدعوين. [ 22 ]
خلال ما يقرب من خمسة وثلاثين دقيقة استمرت إفادتها في المجموعة ، لخصت أورانتيس الاعتداءات الجسدية والنفسية التي تعرضت لها هي وأطفالها على يد زوجها السابق. لقد قام بتفصيل نواياه في اللواط تجاه اثنتين من بناته الثلاث، ومحظوراته الظالمة، والسلوك المهين القادم من حماته الراحلة، والحادثتين العنيفتين اللتين سبق ذكرهما ضده، حيث أظهرا الطغيان والرغبة في الهيمنة على من سيكون قاتله. اشتكت من أن اثنين من أطفالها لم يوافقوا على قرارها بالطلاق من باريجو. الشيء الوحيد الذي ذكرته لصالحه هو أنه كان رجلاً مجتهدًا. وقد يشير أورانتيس بدوره ليتحدث: [ 7 ]
[...] كان لدي أحد عشر طفلاً، ولم يكن لدي مكان أذهب إليه [...]، لأنني لم أستطع الذهاب مع والدي أو أي شخص. كان عليّ أن أتحمل ذلك، أن أتحمل ضربه لي ضربًا تلو الآخر، ضربًا بعد ضرب، يومًا نعم، ويومًا آخر لا، ويومًا بينهما. أنه أخبرني بكل ما يريد [...]. لقد كنت أخاف منه، كنت أخاف منه، كنت أخاف منه [...].
وقد علق الجيران على قصتها على نطاق واسع، وقطعت صديقة زوجها السابق الجديدة علاقتها به [ 13 ] وكل هذا أطلق العنان لغضب الرجل. وبحسب العديد من الشهود الذين أدلوا بشهاداتهم أمام الحرس المدني ، فقد أقسم على الانتقام. وفقًا لرواية إحدى الجارات التي تحدثت عن هذا الأمر مع المعتدي، من بين كل ما رواه أورانتس، فإن أكثر ما أثار غضب باريجو هو أنها قالت إنها دعمت الأسرة ماليًا، من خلال بيع الطعام في محل بقالة، بينما كان عاطلاً عن العمل. [ 14 ] [ 22 ]
وفي وقت لاحق أكد سكان بلدة غرناطة أن الضحية كان يخشى على حياته في الأيام الأخيرة بعد ظهوره على شاشة التلفزيون . [ 18 ]

## قتل
في صباح يوم الأربعاء 17 ديسمبر 1997، بعد ثلاثة عشر يومًا من بث المقابلة المتلفزة، غادرت آنا أورانتس مع أهل زوجها للقيام ببعض التسوق. عاد إلى الشاليه الخاص به حوالي الساعة 2:00 ظهرًا
من جانبه، سافر خوسيه باريجو إلى سانتا في لتلقي البلاغ الذي تم التنديد به مرة أخرى، ثم لعب اليانصيب واشترى التبغ وتوجه إلى الطابق الأرضي من الشاليه الخاص به. هناك بدأ في تنظيف المحراث الدوار الذي ملأ خزانه بالبنزين. وللقيام بذلك، استخدم حاوية بلاستيكية كانت، بمجرد استخدامها، لا تزال تحتوي على حوالي 1.5 لتر من البنزين المتبقي. وهو نفس الشيء الذي سيرميه على أورانتس بعد فترة وجيزة.[5]
بين الساعة 1:45 بعد الظهر و2:35 بعد الظهر، كان باريجو، من الطابق السفلي من المبنى، يراقب وصول أورانتيس إلى هناك، ويسير عبر الحديقة المشتركة ليصعد إلى الطابق العلوي، وبالتالي يفرغ أكياس التسوق التي كان يحملها. . وبعد أن أدارت ظهر المرأة -وبالتالي منع أي رد فعل دفاعي- اقترب منها خلسة، من مسافة تتراوح بين 3 و8 أمتار، ليلقي الوقود القابل للاشتعال الموجود في نفس الحاوية التي استخدمها سابقا. وعندما تم رشه، انسكب على ظهر آنا أورانتس، وبلل ملابسها. بعد ذلك، أحضر لها باريجو ولاعة مضاءة، مما أدى إلى احتراق سريع تسبب في سقوط زوجته السابقة على الأرض، وقد اشتعلت فيها النيران بالفعل، وفقدت الوعي وانهارت في الوضع الجانبي الأيسر. وبعد التأكد من وفاة ضحيته، فر الرجل من مكان الجريمة فيما كانت المرأة لا تزال مشتعلة في الحريق.[5]
حفيدتها، البالغة من العمر اثني عشر عامًا تقريبًا، والتي كانت عائدة من المدرسة بعد فترة وجيزة، هي التي وجدت جثة جدتها محترقًا، فأبلغت الجيران على الفور وقاموا باستدعاء الشرطة.[16] وعندما وصل الحرس المدني وأخمد الحريق فيما يتعلق بآنا أورانتيس، لم يكن من الممكن فعل أي شيء لإنقاذها.[18] قامت سلطة الشرطة بتفعيل بروتوكول بحث واعتقال للقبض على القاتل الذي فر، على الرغم من أنه ذهب في البداية إلى ثكنة الحرس المدني في لاس جابياس، وعثر عليها. مغلق. وبعد ساعتين ونصف استسلم وتم نقله إلى الثكنة.[8]
توفيت آنا أورانتس بحروق خطيرة للغاية من الدرجة السادسة في عمودها الفقري، وحروق من الدرجة الخامسة في رأسها وعنقها وظهرها الأيمن، وحروق من الدرجة الرابعة في صدرها وبطنها، وحروق من الدرجة الثانية في وركها وأطرافها السفلية، مما تسبب في ليصاب بصدمة عصبية ونقص تروية دماغية أنهت حياته في ثوان معدودة، وكان عمره ستين عاماً.

## محاكمة القاتل
في 9 ديسمبر 1998، بعد اثني عشر شهرًا من جريمة القتل ، عُقدت الجلسة الأولى من الإجراءات القضائية ضد خوسيه باريخو في محكمة مقاطعة غرناطة . وقبل أن تبدأ، تظاهرت الجمعيات النسائية والجماعات النسوية للمطالبة بالعدالة ونبذ العنف المنزلي. واعترف المتهم بمسؤوليته عن الأحداث، رغم أنه أكد أن الدافع وراء أفعاله كان بسبب توبيخ أورانتيس له، عندما تزامن كلاهما في المدخل المشترك الذي يعيشان فيه. وذكر أيضًا أنه حاول مساعدتها وهي تحترق بالنار التي أشعلها لها. مثل هذه الادعاءات حول الإهانة والمساعدة اللاحقة سيتم رفضها من قبل المدعي العام وتوجيه الاتهام بعد يومين. [ 23 ]
وفي جلسة المحكمة الثانية، التي عقدت في 10 ديسمبر/كانون الأول، شاهدت هيئة المحلفين على شاشة تلفزيون التسجيل الصوتي والمرئي لشهادة الضحية التي تم بثها على التلفزيون قبل عام. وشهد ثلاثة من الأبناء ضد والدهم، مؤكدين أنهم شهدوا ضربه المبرح وإذلاله لأمهم، فضلاً عن الاعتداءات التي تعرضوا لها هم أنفسهم، بالإضافة إلى اعتداءاته السفاحة على البنات. في عرض قاضي الصلح كولار فيجا ، قال جيراردو مورينو كاليرو، الذي توسط بين الزوجين السابقين في الخلافات الأخيرة، إن مداخلة أورانتيس التلفزيونية، حيث أدانه علنًا لجميع آثامه، ولهذا السبب قتلها على سبيل الانتقام، حيث أن القاتل نفسه أبلغ مورينو، في اليوم السابق للمأساة، أنه كان غاضبًا من اتهاماتها على شاشة التلفزيون. [ 24 ] [ 9 ] [ 25 ]
وفي 11 ديسمبر/كانون الأول، وهو اليوم الأخير من الجلسة الشفوية، أعرب المتهم عن رغبته في إعدامه . وطلبت الاتهامات الحكم عليه بالسجن لاثنين وعشرين عاماً، بما في ذلك الظروف المشددة ، وهي القسوة . في المقابل، طالب دفاعه بتبرئته ، أو على الأكثر، بالسجن لمدة ثلاث سنوات بتهمة القتل المرتكب في ظل اضطراب عقلي مؤقت. وانتهت المحاكمة جاهزة للحكم . [ 21 ]
في يوم الثلاثاء الموافق 15 ديسمبر 1998، حكم القاضي إدواردو رودريغيز كانو من محكمة مقاطعة غرناطة على خوسيه باريجو أفيفار بالسجن لمدة سبعة عشر عامًا، بالإضافة إلى دفع تعويض قدره 30 مليون بيزيتا (180 ألف يورو حاليًا) لصالح أطفالهما. . وكذلك عندما استعاد حريته بعد انتهاء مدة محكوميته، ألزمه القرار بإكمال نفيه من البلدة التي يعيش فيها نسله لمدة عامين. واعترف الحكم باعترافه بالجريمة أمام سلطات الشرطة بعد وقت قصير من ارتكابها كعامل مخفف . وتم إخطار الجاني بإدانته في مركزه الإصلاحي ، عن طريق محاميه، نظرا لأن باريجو رفض الحضور لقراءة هيئة المحلفين الشعبية، التي استغرقت 24 ساعة للمداولة. [ 19 ] [ 20 ]
في بداية عام 2004، طلب الرجل المدان الإفراج المؤقت من سجن ألبولوتي ، حيث كان يقضي عقوبته ، ولكن تم رفض الطلب في مارس من نفس العام لمنع الانزعاج الاجتماعي المحتمل الذي قد يسببه ذلك. [ 26 ] في 15 نوفمبر من ذلك العام، [ 27 ] بعد سبع سنوات تقريبًا من جريمة القتل، توفي خوسيه باريجو، عن عمر يناهز التاسعة والستين، في مستشفى رويز دي ألدا في غرناطة بعد إصابته باحتشاء عضلة القلب في الحالة المذكورة آنفًا. سجن. [ 28 ] تم حرق رفاته. [ 27 ] ولم يحضر أي من أبنائه الثمانية، ثلاثة منهم غيروا ألقابهم لتظهر مع والدتهم فقط، في جنازة والدهم. إلا أن أحدهم، ألبرتو، زاره أثناء إقامته في السجن. [ 10 ]
```
==انعكاس، تداعيات==
```

أدى مقتل آنا أورانتس إلى تغيير تصور المجتمع للعنف ضد المرأة . ونتيجة لذلك، تم تعديل التشريع الإسباني لمحاولة وضع حد للعنف. على الرغم من أن ألفاريز كاسكوس ، بصفته نائب رئيس الحكومة، وصف الأمر بأنه "حالة معزولة من عمل غريب الأطوار"، [ 29 ] وافقت حكومة الحزب الشعبي بعد بضعة أشهر على خطة عمل ضد العنف المنزلي. وفي إطاره، تم تعديل قانون العقوبات وقانون الإجراءات الجنائية ليشملا جريمة “العنف النفسي الممارس على أساس اعتيادي” و”إجراء احترازي جديد يسمح بالتباعد الجسدي بين المعتدي والمجني عليه” (القانون 14/1999). [ 30 ]
وبعد عملية طويلة من تشخيص أسباب هذا العنف، وافق البرلمان الإسباني ، في عهد حكومة خوسيه لويس رودريغيز ثاباتيرو ، بالإجماع على القانون الأساسي بشأن تدابير الحماية الشاملة ضد العنف الجنسي – القانون الأساسي 1/2004. [ 31 ] [ 32 ] [ الملاحظة 1 ]

## ذكريات
يحرر
في مدينة كولار فيجا في غرناطة ، حيث قُتل أورانتس، تم تشييد نصب تذكاري على شكل كتلة متراصة تخليدًا لذكرى آنا أورانتس وإنكارناسيون روبيو، وكلاهما ضحيتين قاتلتين للعنف الجنسي. يتم الاحتفال، في 25 نوفمبر من كل عام، بالحدث المؤسسي البلدي لليوم العالمي للقضاء على العنف ضد المرأة بجوار هذا المنبر ، مع قراءة البيان الذي تمت الموافقة عليه في الجلسة العامة، وتدخل الجمعيات ومختلف القطاعات. من المجتمع التعليمي في Cúllar Vega.
نشرت الصحفية والناشطة النسوية نوريا فاريلا كتابًا عام 2012 بعنوان الصوت المتجاهل. آنا أورانتيس ونهاية الإفلات من العقاب مع الرغبة في "الإشادة بامرأة فقدت حياتها من أجل الحقيقة والتي تمكنت بفضل شجاعتها من هز ضمير بلد ما وتعديل قوانينه وكسر حاجز الصمت وإدخال النقاش العام والأجندة السياسية التي كانت حتى ذلك الحين قضية تقتصر على المجال الخاص. [ 33 ]
في ديسمبر 2017، عندما تم الاحتفال بالذكرى السنوية العشرين لجريمة القتل، قامت ابنتها راكيل أورانتيس، العضو الفخري في منصة الفنانات ضد العنف الجنسي ، [ 34 ] بتكريم ذكرى والدتها من خلال إطلاق رسالة كانت موجهة بشكل رمزي إلى المتوفاة . وفي الرسالة، بالإضافة إلى افتقادها والرثاء لمصيرها، سلط الضوء على أهمية قضيتها في المعركة الجماعية ضد العنف الجنسي . [ 11 ]
قامت مجالس مدينتي كولار فيجا ولا زوبيا – وكلاهما في منطقة العاصمة غرناطة – بتسمية شوارعهما باسم آنا أورانتيس. وفي ديسمبر 2018، وافق مجلس مدينة إشبيلية أيضًا على تخصيص شارع في المدينة له. [ 35 ] في مارس 2019، فعلت الجلسة العامة لبلدة جيلينا بإشبيلية الشيء نفسه . [ 36 ]

## مغالطات في وسائل الإعلام
يحرر
غالبًا ما تزعم بعض وسائل الإعلام ، في كثير من الأحيان نسبيًا، أن آنا أورانتس كانت أول امرأة إسبانية تزور برنامجًا تلفزيونيًا لتدين علنًا سوء المعاملة التي يتعرض لها زوجها السابق. [ 37 ] [ 12 ] [ 38 ] [ 39 ] [ 40 ] ومع ذلك، قبل أورانتس، كانت بعض النساء في إسبانيا قد تحولن بالفعل إلى التلفزيون لنفس الغرض. [ 41 ] حتى أورانتيس نفسها، خلال اعترافها المتلفز، كانت تقول "لقد كنت مثل هذه السيدة لمدة أربعين عامًا،" [ 7 ] - في إشارة إلى ضيف آخر يجلس بجانبها، والذي كشف عن دراما مماثلة على تعيين له قبلها. ورغم صحة أن مقتله أصبح الأول من نوعه في الأراضي الإسبانية نتيجة اتهام تلفزيوني بالعنف الزوجي.
معلومات خاطئة أخرى، والتي تتكرر أحيانًا في بعض وسائل الإعلام ، تتناول وصف طريقة العمل التي قتل بها خوسيه باريجو زوجته السابقة. وفي بعض الأحيان، زُعم أنه ضربها مما أدى إلى فقدانها للوعي ، وسحبها لربطها إلى كرسي، ثم صب عليها البنزين وأحرقها حية في النهاية بطريقة ساخنة. كل هذا بحضور ابن يبلغ من العمر أربعة عشر عامًا تقريبًا. [ 18 ] [ 42 ] [ 43 ] إلا أنه في حكم الإدانة الصادر في محاكمة المجرم، لم يكن هناك سوى سكب الوقود القابل للاشتعال على ظهر الضحية وتفحمه لاحقًا، وهو لا يزال مع الحياة. [ 5 ] لم يكن هناك أي ابن حاضراً أثناء تنفيذ الجريمة، بل كانت الحفيدة هي التي اكتشفت الجريمة التي تم ارتكابها بالفعل. [ 16 ]

## روابط خارجية
- أنا أورانتس على موقع IMDb (الإنجليزية)

ويكيبيديا باللغة الاسبانية أنا أورانتس
ويكيبيديا الفرنسية أنا أورانتس